# 프렌즈대모험
프렌즈대모험은 카카오프렌즈 IP를 활용하여 2019년 1월 9일 출시한 모바일 운영체제 기반의 타워 디펜스게임이다. 판타지 세계 원더랜드로 소환된 카카오프렌즈들이 용사가 되어 드래곤이 훔쳐간 마력의 크리스탈을 찾아 모험을 떠난다는 컨셉을 취하고 있다. 사전예약자수 125만명으로 큰 기대를 모았으나, 동년 12월 30일 캐주얼, 디펜스 어느쪽도 만족시키기 어려운 애매한 게임성으로 채 1년도 안되어 서비스를 일찍 종료하게 되었다. 이로서 프렌즈게임시리즈 중에선 프렌즈런에 이어 2번째로 서비스 종료한 게임이 된다.